# Jūdan (go)
Jūdan (十段? «10 dan») è il nome di una delle «sette corone», i principali tornei professionistici di go del Giappone.

## Profilo
Il Jūdan deve il suo nome al fatto che i Dan professionistici nel Go sono 9, mentre il vincitore di questa competizione si può fregiare, fintanto che è in carica, del titolo di «10 dan».
Il torneo è aperto sia ai professionisti della Nihon Ki-in sia a quelli della Kansai Ki-in. È stato istituito (1961) ed è tuttora sponsorizzato dal giornale Sankei Shimbun. Inizialmente le partite finali del torneo si disputavano a fine anno, ma dopo l'ottava edizione queste furono spostate all'inizio dell'anno. Di conseguenza nel 1970 il titolo non fu assegnato.
Il torneo si disputa annualmente con una sfida in cinque partite tra il detentore e uno sfidante. Fino alla quarantanovesima edizione (2011) lo sfidante veniva scelto tramite un torneo a doppia eliminazione: gli sconfitti del tabellone principale rientrano in un tabellone dei perdenti; i vincitori di entrambi i tabelloni si affrontano in una sfida per stabilire lo sfidante. Dalla 50ª edizione (2012) è stato invece introdotto il tabellone a eliminazione diretta, che prevede 20 partecipanti, in parte qualificati tramite delle eliminatorie e in parte qualificati tramite il risultato dell'edizione precedente.
Analogamente al Gosei, se un giocatore diventa sfidante al torneo Jūdan viene automaticamente promosso al 7 dan, la vittoria del titolo garantisce la promozione all'8 dan e la difesa del titolo conquistato comporta la promozione a 9 dan.  Il premio per il vincitore è di 7.000.000 di yen.

## Albo d'oro
| Edizione | Anno | Vincitore                   | Punteggio                   | Finalista                   |
| -------- | ---- | --------------------------- | --------------------------- | --------------------------- |
| 1        | 1962 | Utaro Hashimoto             | 3–1                         | Dogen Handa                 |
| 2        | 1963 | Dogen Handa                 | 3–1                         | Utaro Hashimoto             |
| 3        | 1964 | Hosai Fujisawa              | 3–2                         | Dogen Handa                 |
| 4        | 1965 | Kaku Takagawa               | 3–1                         | Hosai Fujisawa              |
| 5        | 1966 | Eio Sakata                  | 3–1                         | Kaku Takagawa               |
| 6        | 1967 | Eio Sakata                  | 3–2                         | Hosai Fujisawa              |
| 7        | 1968 | Eio Sakata                  | 3–1                         | Hideyuki Fujisawa           |
| 8        | 1969 | Hideo Otake                 | 3–0                         | Eio Sakata                  |
| 9        | 1971 | Utaro Hashimoto             | 3–2                         | Hideo Otake                 |
| 10       | 1972 | Eio Sakata                  | 3–2                         | Utaro Hashimoto             |
| 11       | 1973 | Eio Sakata                  | 3–0                         | Shoichi Takagi              |
| 12       | 1974 | Shoji Hashimoto             | 3–1                         | Eio Sakata                  |
| 13       | 1975 | Rin Kaiho                   | 3–0                         | Shoji Hashimoto             |
| 14       | 1976 | Masao Katō                  | 3–2                         | Rin Kaiho                   |
| 15       | 1977 | Masao Katō                  | 3–0                         | Eio Sakata                  |
| 16       | 1978 | Masao Katō                  | 3–1                         | Rin Kaiho                   |
| 17       | 1979 | Masao Katō                  | 3–1                         | Shoji Hashimoto             |
| 18       | 1980 | Hideo Otake                 | 3–2                         | Masao Kato                  |
| 19       | 1981 | Hideo Otake                 | 3–0                         | Shoji Hashimoto             |
| 20       | 1982 | Cho Chikun                  | 3–1                         | Hideo Otake                 |
| 21       | 1983 | Masao Kato                  | 3–2                         | Cho Chikun                  |
| 22       | 1984 | Kōichi Kobayashi            | 3–2                         | Masao Kato                  |
| 23       | 1985 | Kōichi Kobayashi            | 3–0                         | Hideo Otake                 |
| 24       | 1986 | Kōichi Kobayashi            | 3–0                         | Masaki Takemiya             |
| 25       | 1987 | Masao Kato                  | 3–1                         | Koichi Kobayashi            |
| 26       | 1988 | Cho Chikun                  | 3–2                         | Masao Kato                  |
| 27       | 1989 | Cho Chikun                  | 3–0                         | Rin Kaiho                   |
| 28       | 1990 | Masaki Takemiya             | 3–2                         | Cho Chikun                  |
| 29       | 1991 | Masaki Takemiya             | 3–2                         | Cho Chikun                  |
| 30       | 1992 | Masaki Takemiya             | 3–1                         | Koichi Kobayashi            |
| 31       | 1993 | Hideo Otake                 | 3–1                         | Masaki Takemiya             |
| 32       | 1994 | Hideo Otake                 | 3–2                         | Koichi Kobayashi            |
| 33       | 1995 | Norimoto Yoda               | 3–0                         | Hideo Otake                 |
| 34       | 1996 | Norimoto Yoda               | 3–1                         | Ō Rissei                    |
| 35       | 1997 | Masao Kato                  | 3–2                         | Norimoto Yoda               |
| 36       | 1998 | Naoto Hikosaka              | 3–2                         | Masao Kato                  |
| 37       | 1999 | Koichi Kobayashi            | 3–0                         | Naoto Hikosaka              |
| 38       | 2000 | Koichi Kobayashi            | 3–0                         | Hironari Nakano             |
| 39       | 2001 | O Rissei                    | 3–2                         | Koichi Kobayashi            |
| 40       | 2002 | O Rissei                    | 3–2                         | Masaki Takemiya             |
| 41       | 2003 | O Rissei                    | 3–2                         | Shinji Takao                |
| 42       | 2004 | O Rissei                    | 3–1                         | Cho U                       |
| 43       | 2005 | Cho Chikun                  | 3–2                         | O Rissei                    |
| 44       | 2006 | Cho Chikun                  | 3–1                         | Keigo Yamashita             |
| 45       | 2007 | Cho Chikun                  | 3–2                         | Keigo Yamashita             |
| 46       | 2008 | Shinji Takao                | 3–0                         | Cho Chikun                  |
| 47       | 2009 | Cho U                       | 3–1                         | Shinji Takao                |
| 48       | 2010 | Cho U                       | 3–0                         | Keigo Yamashita             |
| 49       | 2011 | Yūta Iyama                  | 3–2                         | Cho U                       |
| 50       | 2012 | Yūta Iyama                  | 3–1                         | Cho U                       |
| 51       | 2013 | Satoshi Yuki                | 3–2                         | Yūta Iyama                  |
| 52       | 2014 | Shinji Takao                | 3–2                         | Satoshi Yuki                |
| 53       | 2015 | Ida Atsushi                 | 3–2                         | Shinji Takao                |
| 54       | 2016 | Yūta Iyama                  | 3–1                         | Ida Atsushi                 |
| 55       | 2017 | Yūta Iyama                  | 3–1                         | Yu Zhengqi                  |
| 56       | 2018 | Yūta Iyama                  | 3–0                         | Daisuke Murakawa            |
| 57       | 2019 | Daisuke Murakawa            | 3–1                         | Yūta Iyama                  |
| 58       | 2020 | Toramaru Shibano            | 3–1                         | Daisuke Murakawa            |
| 59       | 2021 | Kyo Kagen                   | 3–2                         | Toramaru Shibano            |
| 60       | 2022 | Kyo Kagen                   | 3–0                         | Yu Zhengqi                  |
| 61       | 2023 | Toramaru Shibano            | 3–1                         | Kyo Kagen                   |
| 62       | 2024 | Yūta Iyama                  | 3–2                         | Toramaru Shibano            |
| 63       | 2025 | Toramaru Shibano            | 3–0                         | Yūta Iyama                  |
| 64       | 2026 | torneo preliminare in corso | torneo preliminare in corso | torneo preliminare in corso |